# Placówka Straży Celnej „Tuczapy”

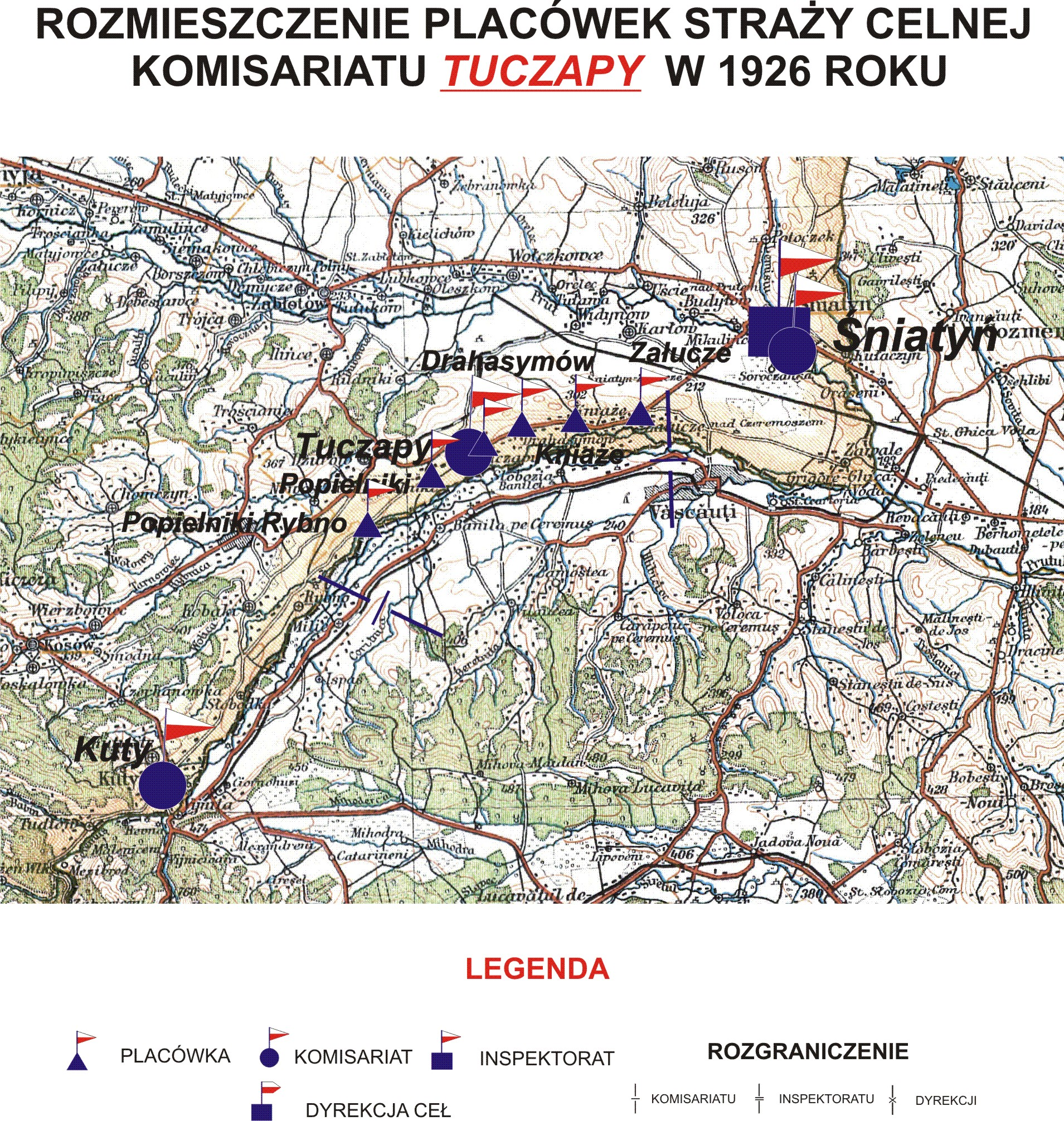
Rozmieszczenie placówek SC komisariatu Tuczapy w 1926 r.

Placówka Straży Celnej „Tuczapy” – jednostka organizacyjna Straży Celnej pełniąca w okresie międzywojennym służbę ochronną na granicy polsko-rumuńskiej.

## Formowanie i zmiany organizacyjne
Na wniosek Ministerstwa Skarbu, uchwałą z 10 marca 1920 roku, powołano do życia Straż Celną. Jednostki Straży Celnej rozpoczęły przejmowanie odcinków granicy od pododdziałów Batalionów Celnych. W 1921 roku w Śniatyniu stacjonował sztab 4 kompanii 11 batalionu celnego. Kompania wystawiała między innymi placówkę w Tuczapach. Proces tworzenia Straży Celnej trwał do końca 1922 roku. Placówka Straży Celnej „Tuczapy” weszła w podporządkowanie komisariatu Straży Celnej „Tuczapy” z Inspektoratu SC „Śniatyn”.
W drugiej połowie 1927 roku przystąpiono do gruntownej reorganizacji Straży Celnej. W praktyce skutkowało to rozwiązaniem tej formacji granicznej. Ochronę północnej, zachodniej i południowej granicy państwa przejęła powołana z dniem 2 kwietnia 1928 roku Straż Graniczna.
Rozkazem nr 5 z 16 maja 1928 roku w sprawie organizacji Małopolskiego Inspektoratu Okręgowego dowódca Straży Granicznej gen. bryg. Stefan Pasławski powołał komisariat SG „Kosów”. Placówka Straży Granicznej I linii „Tuczapy” znalazła się w jego strukturze.

## Funkcjonariusze placówki
Kierownicy placówki
| stopień    | imię i nazwisko, numer | okres pełnienia służby | kolejne stanowisko |
| ---------- | ---------------------- | ---------------------- | ------------------ |
| przodownik | Ignacy Dwulit (22)     | był w 1926             |                    |

Obsada personalna placówki w 1926:
- przodownik Ignacy Dwulit (22)
- starszy strażnik Szczepan Kaczmarek (274)
- strażnik Józef Burdaś (485)
- strażnik Konstanty Bielecki (484)
- strażnik Bronisław Olejarski (509)
- strażnik Jan Fąfara (491)
- strażnik Jan Kubiak (943)
- strażnik Leon Czapiewski (531)
- strażnik Jakub Czapka (1767)
- strażnik Franciszek Czerwonka (487)
- strażnik Franciszek Dyndek (860)
- strażnik Jan Cyprian (1323)
- strażnik Jan Jończy (1757)
- strażnik Włodzimierz Michalski (2170)